# Pseudohynobius flavomaculatus
Pseudohynobius flavomaculatus é uma espécie de anfíbio caudado pertencente à família Hynobiidae.